# 罗伯特·罗日杰斯特文斯基
罗伯特·伊万诺维奇·罗日杰斯特文斯基（羅馬化：Robert Ivanovich Rozhdestvenskiy；1932年6月20日—1994年8月19日），苏联诗人。

## 生平
1932年生于阿尔泰边区特罗伊茨区科西哈村一个军人家庭。苏德战争时期由祖母抚养。曾就读于彼得罗扎沃茨克大学。1956年毕业于高尔基文学院。1950年开始发表作品。1955年出版第一本诗集《春天的旗》。
1987年，他作为苏联作家协会理事会书记处书记，率领作家代表团一行五人应中国作家协会的邀请访华。6月2日来到北京大学，同俄语系师生会见和座谈。
1994年8月19日去世。

## 获奖
- 列宁勋章（1984年11月16日）对苏联文学发展的贡献暨庆祝苏联作家联盟成立50周年[4]
- 十月革命勋章（1982年6月18日）
- 劳动红旗勋章
- 荣誉徽章勋章（两次：1967年10月28日；1976年3月23日）
- 苏联国家奖（1979年）诗集《城市之声》，长诗《二百一十步》[5]
- 列宁共青团奖（1972年）

## 纪念
- 1997年，小行星5360以罗日杰斯特文斯基命名。[6]

## 中文译本
- Рождественский, Роберт Иванович. . 由谷羽翻译. 外国文学出版社. 1991年9月. ISBN 9787501601011.